# 370796 Gasiunas
370796 Gasiunas è un asteroide della fascia principale esterna. Scoperto nel 2004, presenta un'orbita caratterizzata da un semiasse maggiore pari a 2,858648 UA e da un'eccentricità di 0,148449, inclinata di 8,289955ª rispetto all'eclittica.
Fa parte della famiglia di asteroidi 1993 FY12.